# Chantiers navals de Gdańsk
Les chantiers navals de Gdańsk (en polonais : Stocznia Gdańska) sont un grand chantier naval polonais, situé dans la ville de Gdańsk, sur la mer Baltique. Les chantiers ont acquis une renommée internationale quand le syndicat libre Solidarność y fut fondé en septembre 1980, après une importante grève. Les chantiers sont situés sur la rive droite de la Martwa Wisła (en) et sur l'île d'Ostrów.
Ces chantiers ont été fondés en 1945 comme entreprise nationale sur les anciens sites des chantiers navals allemands Schichau-Werft et Danziger Werft, lorsque la ville de Dantzig devint polonaise après la Seconde Guerre mondiale et fut le principal site de construction navale polonais. En décembre 1970, une révolte ouvrière fut sévèrement réprimée par le régime communiste. Cette révolte fut réprimée par la force et fit 42 morts. Lors de l'accord de Gdansk d'août 1980 entre les grévistes et le gouvernement polonais, un Monument aux ouvriers du chantier naval tombés en 1970, constitué de trois grandes croix d'acier, fut érigé à l'entrée du chantier.
Les chantiers navals historiques ont reçu le Label du patrimoine européen.

## Navires construits aux Chantiers navals de Gdańsk
- Sołdek, premier navire construit en Pologne après la Seconde Guerre mondiale, aux chantiers de Gdansk et aujourd'hui navire-musée à Gdansk.
- Running On Waves, trois-mâts goélette à voile d'étai, lancé en 2011.